# Riccardo Dello Sbarba

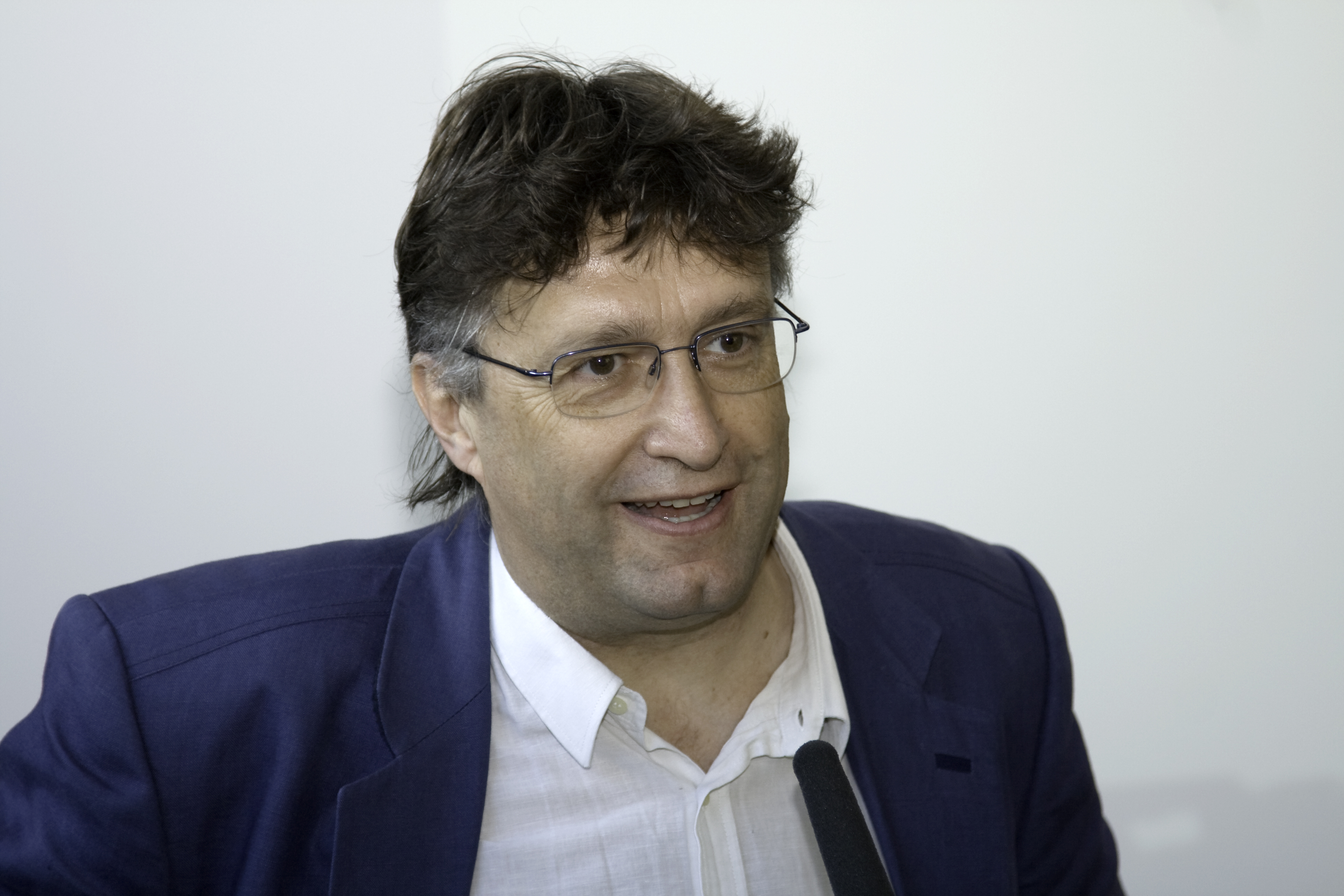
Riccardo Dello Sbarba bei der Landesversammlung der Südtiroler Grünen in Bozen, Mai 2008

Riccardo Dello Sbarba (* 29. Dezember 1954 in Volterra, Toskana) ist ein italienischer Journalist und Landtagsabgeordneter der Südtiroler Grünen.

## Leben

### Ausbildung und Berufslaufbahn
Riccardo Dello Sbarba wurde 1954 in Volterra (Toskana) in einer Familie mit sozialistischer und liberaler Tradition geboren. Nach der Matura am Humanistischen Gymnasium absolvierte er an der Universität Pisa ein Studium der Philosophie (laurea in filosofia). Von 1969 bis 1984 war Dello Sbarba Mitglied der von Rossana Rossanda und Luigi Pintor begründeten Gruppierung „Il Manifesto“, welche als Journalistenkollektiv die unabhängige linke Monatszeitschrift (ab 1971 Tageszeitung) „Il Manifesto“ herausgab. Während seiner Studienzeit, war Dello Sbarba an zahlreichen Aktionen der Studenten- und Arbeiterbewegung der westlichen Toskana beteiligt.
Von 1982 bis 1983 arbeitete er in Rom für die Wochenzeitung „Pace e Guerra“ (Frieden und Krieg), welche vom Verfassungsrechtler Stefano Rodotà und der Europaparlamentarierin Luciana Castellina herausgegeben wurde.
Im Auftrag der Region Toskana war er von 1986 bis 1988 Mitglied des Verwaltungsrats des Naturparks Migliarino, San Rossore, Massaciuccoli, wo er die Umweltbeobachtung von Gewässern mittels Bioindikatoren einführte.
1988 übersiedelte Dello Sbarba nach Bozen, wo er von 1988 bis 1992 bei der italienischsprachigen Tageszeitung Alto Adige und von 1993 bis 2001 bei der deutschsprachigen Wochenzeitschrift ff als Redakteur arbeitete. Seine Beiträge für die deutschsprachige ff erschienen auf Italienisch, was ein Novum in der Südtiroler Presselandschaft darstellte. Bis 2001 war er auch der lokale Korrespondent der nationalen Tageszeitung Il Manifesto. Von 2001 bis 2003 leitete er die Tageszeitung Il Mattino dell’Alto Adige. Weiters schrieb Dello Sbarba Leitartikel für die Trentiner Zeitung L’Adige.

### Politik
1983 kandidierte Dello Sbarba als Unabhängiger auf der Liste des PCI (die Kommunistische Partei Italiens) für das italienische Parlament im Wahlkreis der Provinzen Pisa, Livorno, Lucca und Massa-Carrara. Er wurde nicht gewählt.
Bei den Wahlen 2003 für den Südtiroler Landtag und damit gleichzeitig den Regionalrat Trentino-Südtirol kandidierte er auf der Liste der Südtiroler Grünen und war mit 4.605 Vorzugsstimmen erster Nichtgewählter seiner Partei. Nach der Wahl und dem Wechsel Sepp Kusstatschers 2004 ins Europäische Parlament rückte Dello Sbarba am 13. Juli 2004 in den Landtag und den Regionalrat nach. Dem Landtag stand er von 2006 bis 2008 als Präsident vor. Bei den Landtagswahlen 2008 konnte er mit 5.077 Vorzugsstimmen erneut ein Mandat erringen. Gleiches gelang ihm bei den Landtagswahlen 2013, wo er mit 8.429 Vorzugsstimmen auch zum meistgewählten italienischsprachigen Abgeordneten avancierte. Im Rahmen der Landtagswahlen 2018 konnte er mit 4.505 Vorzugsstimmen ein viertes Mal ein Mandat erringen. Im Vorfeld der Landtagswahlen 2023 verzichtete er nach vier Legislaturperioden auf eine erneute Kandidatur.

## Publikationen
- Südtirol Italia – Il calicanto di Magnago e altre storie. Il Margine, Trient 2006, ISBN 978-88-6089-003-0

Weiters fungierte er zusammen mit Siegfried Baur als Herausgeber einer Sammlung von Schriften von Alexander Langer: Aufsätze zu Südtirol – 1978–1995 – Scritti sul Sudtirolo. alpha beta, Meran 1996, ISBN 88-7223-023-3